# Isodrapetis hyalina
Isodrapetis hyalina är en tvåvingeart som beskrevs av Adrian R.Plant 1999. Isodrapetis hyalina ingår i släktet Isodrapetis och familjen puckeldansflugor. Inga underarter finns listade i Catalogue of Life.